# Collège dramatique de Stockholm
Le Collège dramatique de Stockholm (Stockholms dramatiska högskola - StDH) est fondé en 2011 lorsque l'Institut dramatique (Dramatiska Institutet) et le Collège de théâtre de Stockholm (Teaterhögskolan i Stockholm) fusionnent.
En 2014, le Collège dramatique de Stockholm, en collaboration avec l'École de danse et de cirque (Dans och Cirkushögskolan, DOCH) et l'Académie royale suédoise de l'Opéra à Stockholm, fonde l'Université des Arts de Stockholm (Stockholms konstnärliga högskola), qui dirige la formation en cirque, danse, pédagogie de la danse, cinéma, médias, opéra, arts de la scène et théâtre.

## Histoire
Le Collège dramatique de Stockholm est formé en tant que collège d'État indépendant le 1er janvier 2011 par la fusion du Teaterhögskolan i Stockholm et du Dramatiska Institutet (Institut dramatique). Le 1er janvier 2014, l'Académie des arts de Stockholm est créée par la fusion du Collège dramatique de Stockholm, de l'École de danse et de cirque (Dans och Cirkushögskolan) et du Stockholm Opera College. Depuis le 1er janvier 2020, le nom Stockholms dramatiska högskola n'est plus utilisé .